# Schwanewede
Schwanewede est une municipalité allemande du land de Basse-Saxe et l'arrondissement d'Osterholz.